# Robert Sorgenfrey
Robert Henry Sorgenfrey (1915 – 1995) foi um matemático estadunidense.
Foi professor emérito de matemática da Universidade da Califórnia em Los Angeles.